# Watching the Detectives
Singles de Elvis Costello
(The Angels Wanna Wear My) Red Shoes
(1977) (I Don't Want to Go to) Chelsea
(1978)
Clip vidéo
[vidéo] « Watching the Detectives », sur YouTube
Watching the Detectives est une chanson de l'auteur-compositeur-interprète anglais Elvis Costello.
Sortie en single au Royaume-Uni en octobre 1977, la chanson a atteint la 15e place du chart britannique (deux semaines à la 15e place en décembre 1977). Elle ne fut pas incluse dans sur la version britannique du premier album studio d'Elvis Costello, My Aim Is True (paru au Royaume-Uni en juillet 1977), mais fut ajoutée sur la version américaine.
En 2004, Rolling Stone a classé cette chanson, dans la version originale d'Elvis Costello, 354e sur sa liste des « 500 plus grandes chansons de tous les temps ». (En 2010, le magazine rock américain a mis à jour sa liste, maintenant la chanson est 363e.)

## Composition
La chanson a été écrite par Elvis Costello. L'enregistrement a été produit par Nick Lowe.

## Reprises
Le groupe britannique Duran Duran la reprend sur son album Thank You en 1995.